# Wołodymyr Bułhakow
Wołodymyr Petrowycz Bułhakow (ukr. Володимир Петрович Булгаков, ros. Владимир Петрович Булгаков, Władimir Pietrowicz Bułhakow; ur. 1 stycznia 1947 we wsi Makiw, w obwodzie chmielnickim, Ukraińska SRR, zm. 18 maja 2003 we Lwowie, Ukraina) – ukraiński piłkarz, grający na pozycji ofensywnego pomocnika, trener piłkarski.

## Kariera piłkarska

### Kariera klubowa
Wychowanek klubu Dynamo Chmielnicki oraz Dynamo Kijów. W 1966 został zaproszony do Karpat Lwów. 20 sierpnia 1966 zadebiutował w spotkaniu z klubem Wołga Kalinino. 17 sierpnia 1969 strzelił zwycięską bramkę dla Karpat w meczu finałowym Pucharu ZSRR przeciwko klubowi SKA Rostów nad Donem. W 1972 przeszedł do drugoligowego klubu SK Łuck, skąd trafił do Sudnobudiwnyka Mikołajów. W 1975 przeszedł do Metalista Charków, w którym ukończył karierę piłkarską.

## Kariera trenerska
Po zakończeniu kariery piłkarskiej rozpoczął pracę trenerską w klubie Metalist Charków. Ukończył Wyższą Szkołę Trenerską w Moskwie. W latach 1984–1985 prowadził SKA Karpaty Lwów. Następnie pracował na stanowisku głównego trenera Krystał Chersoń. Również trenował odrodzony klub Karpaty Lwów. W 1992 prowadził klub Korona Kielce, w 1996 Podilla Chmielnicki, a w 2002 drużynę amatorską Rawa Rawa Ruska. 18 maja 2003 zmarł we Lwowie na atak serca.

## Sukcesy i odznaczenia
- Mistrz Pierwoj Ligi ZSRR: (1x)

1970
- Zdobywca Pucharu ZSRR: (1x)

1969
- Brązowy medalista Pierwoj Ligi ZSRR: (2x)

1984 (jako trener), 1985 (jako trener)
- Nagrodzony tytułem Mistrz Sportu ZSRR w 1969.
- Nagrodzony tytułem Zasłużony Trener ZSRR w 1983.